# 拉冲河

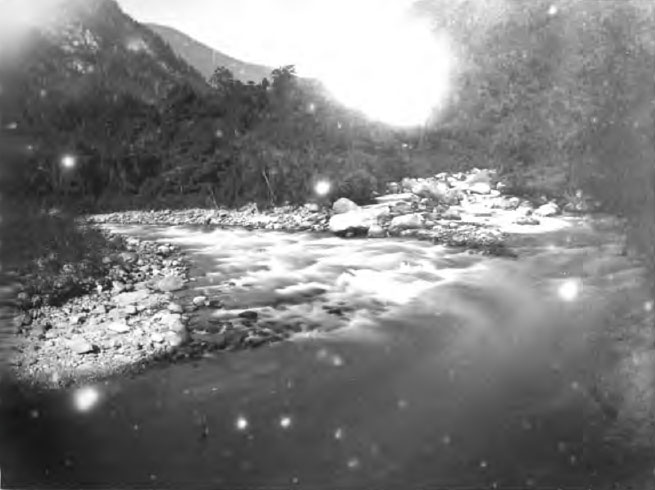
拉钦河和拉冲河的汇流处，拍摄于1885年。

拉冲河（英語：Lachung River）是提斯塔河主要的一条支流，位于印度锡金邦。拉冲村位于这条河边，距离拉钦河与拉冲河的汇流处琼塘约23（14英里） 。 这条河的海拔约为2,500（8,200英尺）。

## 水流过程
这条河的源头位于喜马拉雅山脉的一个湖泊，接近于中印边界。因为地形的险峻，人类几乎无法到达这里。 在那里。这条河首先向西南流，接着与另外一条无名的河在拉冲村附近汇流。接着，它穿过拉冲谷，与拉钦河汇流，成为提斯塔河。 在它到达 Singhik 的时候，它的海拔从1550米下降至750米。在 Singhik，另外一条名为 Talung Chug的河流入了这条河。 之后，它流到了 Dikchu ，进入了一个深谷，海拔降至550（1,800英尺）。再后来，它到达了海拔只有200（660英尺）的辛格塔姆。 流过了朗格波之后，提斯塔河和Rangeet河汇流。
拉冲河河水主要来源于喜马拉雅山脉中融化的冰雪，但是降水在一定程度上也增加了河的水量。这条河在季风的时候流量最大，而在冬天河的流量会明显的减少。

## 拉冲河的支流
拉冲河有一条主要的支流，两条河的汇流处位于拉冲村。这条河十分的清澈，河水可以饮用。这条河的河水是拉冲村的主要水源。在这条河边，有一些瀑布和溪流。

## 图片

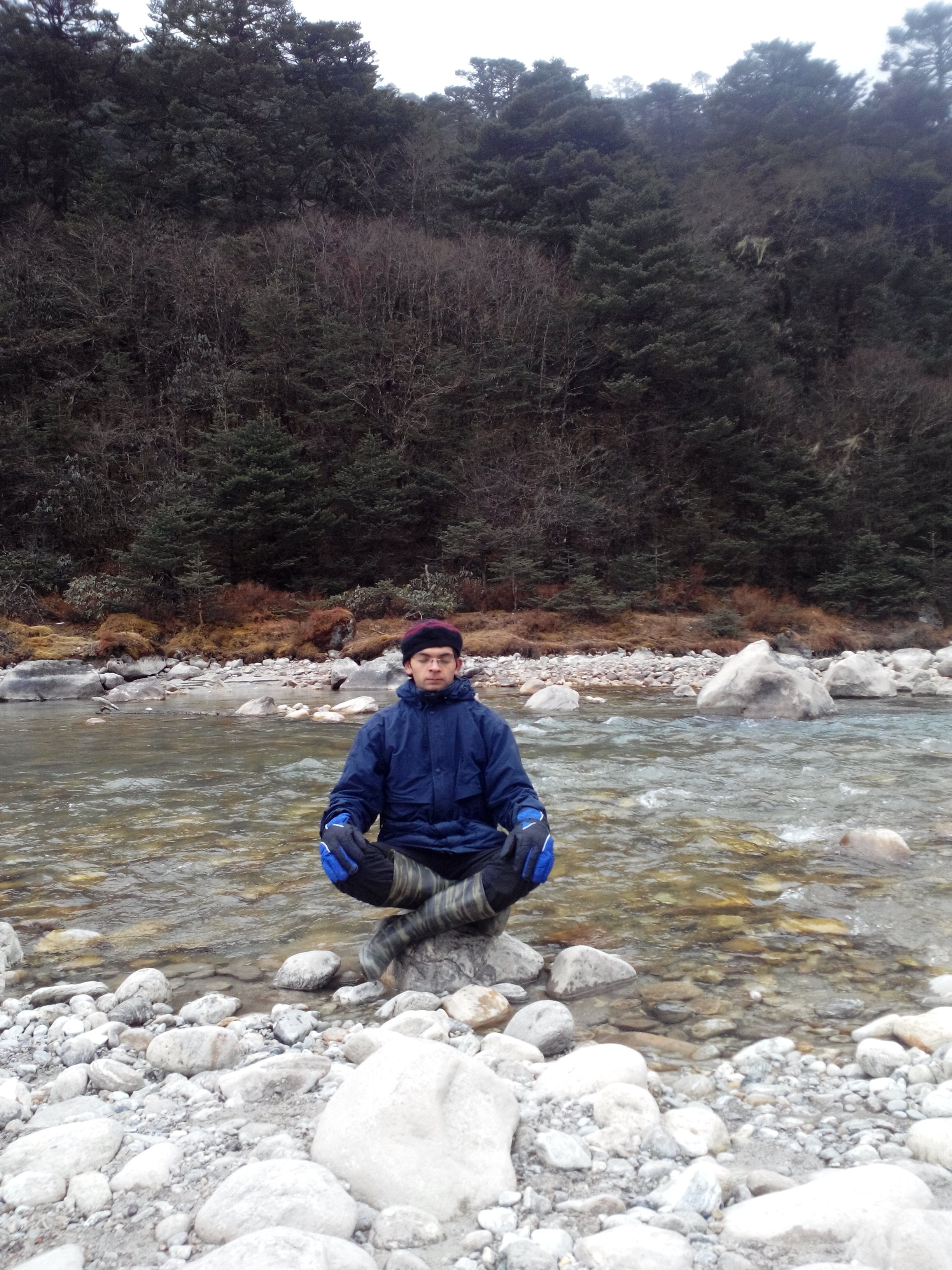
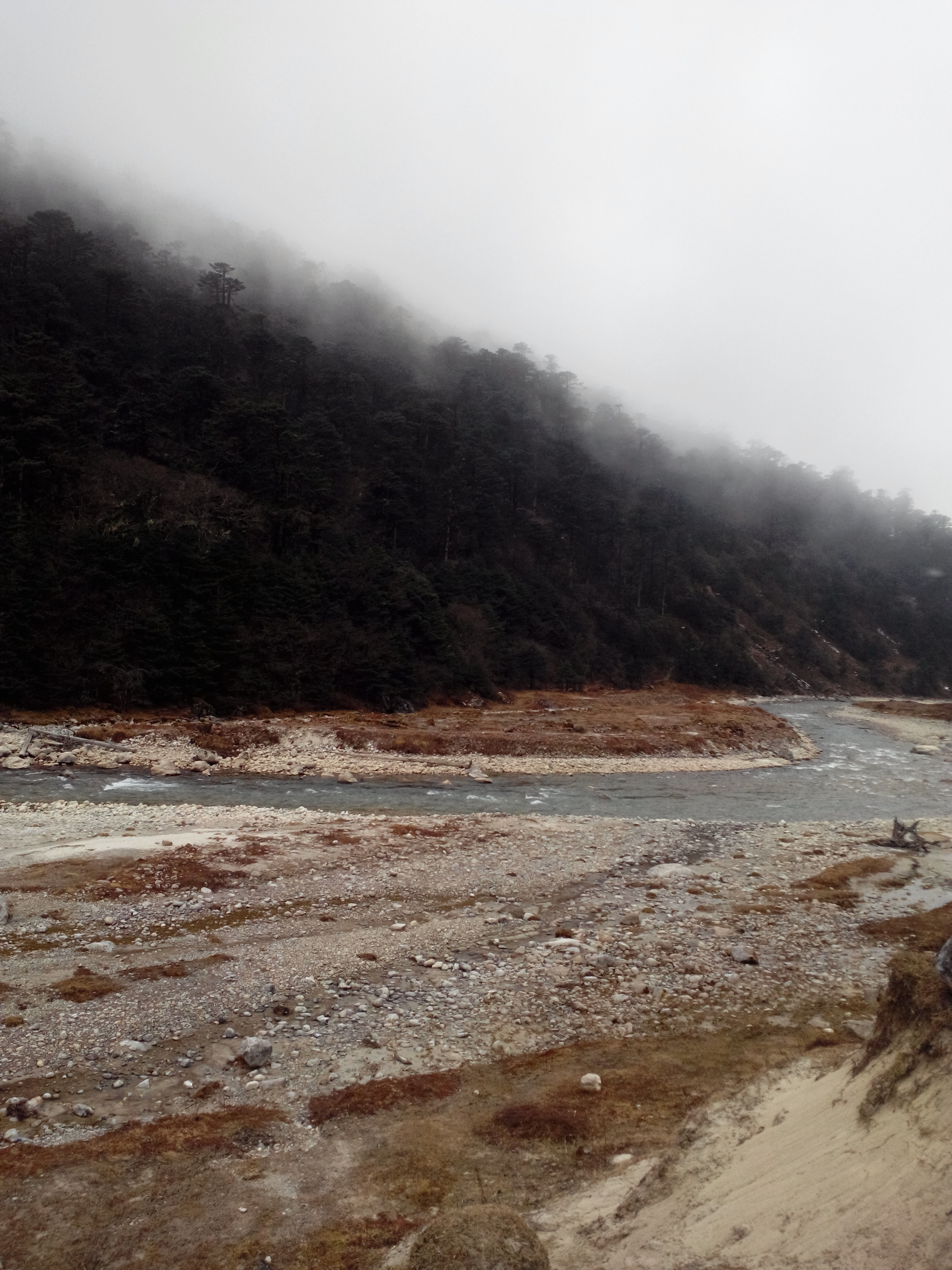